# كيفن كينغستون
كيفن كينغستون (بالإنجليزية: Kevin Kingston)‏ هو لاعب دوري الرغبي أسترالي، ولد في 17 مايو 1983 في Babinda ‏ في أستراليا.